# Província de Zamora
Zamora és una província espanyola integrada a l'oest de la CCAA de Castella i Lleó, amb capital a la ciutat homònima. La província limita al nord amb la província de Lleó, a l'est amb la de Valladolid, al sud amb la de Salamanca i a l'oest, amb la d'Ourense (Galícia) i el districte de Bragança (Portugal).
Tenia 198.028 habitants al 2005 en una superfície de 10.559 km². Es tracta d'una població fortament envellida i en clara regressió demogràfica. Els seus principals nuclis de població són la capital de la província, Benavente i Toro. Altres localitats, capitals de partit judicial juntament amb les anteriors, són: Villalpando, Puebla de Sanabria i Alcañices.

## Geografia
Compresa en l'altiplà ibèric del nord, el seu territori presenta nombrosos contrastos. Destaca una zona muntanyenca al nord, a l'àrea muntanyenca de Lleó, amb altures que arriben als 2.127 m (Peña Trevinca). En la zona occidental de la província, la Sierra de la Culebra registra altures fins a 1.243m (Peña Mira) on es troba la Reserva Nacional de Caça del mateix nom, amb importants poblacions de llop ibèric (les més important de la península), cérvols i senglars, entre d'altres. Al sud-oest de la província el riu Duero discorre encaixonat en una gola anomenada Las Arribes del Duero amb desnivells de fins a 200 m, constituint una frontera natural amb Portugal. La zona centre, est i sud presenta la típica planura altiplanera.
La hidrografia provincial és fortament marcada pel Duero, que la travessa d'est a oest, i els seus afluents: Valderaduey, Esla, Órbigo, Tera, Cea, Aliste, Guareña, Tormes. L'excepció és el riu Bibey, afluent del Sil, que discorre per la zona més nord-occidental de la província. Les aigües del Duero, del Tera, de l'Esla, del Bibey i del Tormes han estat embassades al llarg del seu curs per la província per a aprofitament hidroelèctric, els embassaments de major capacitat dels quals són el d'Ametla en el Tormes i el de Ricobayo en l'Esla. De particular interès són el Llac de Sanabria, el més gran de la península Ibèrica d'origen glacial i les Llacunes de Villafáfila, de caràcter estepari, amb importants concentracions d'aus en determinades èpoques de l'any.